# Bertula
Bertula — рід еребід з підродини совок-п'ядунів.

## Опис
Зовнішній край задніх крил перед переднім кутом крил зрізаний, іноді слабко, від чого крила здаються злегка трапецієподібними. Дистальна частина передньої гомілки самця утворює піхви лапки. 
У геніталіях самиці копулятивна сумка не вигнута. Проток копулятивної сумки не зігнутий і не звужується конічно до її корпусу.

## Систематика
У складі роду:
- Bertula abjudicalis Walker 1858
- Bertula albipunctata Wileman 1915
- Bertula albosignata Walker 1864
- Bertula alikangialis Strand 1919
- Bertula amurensis Staudinger 1888
- Bertula aterena de Joannis 1929
- Bertula atrirena Hampson 1929
- Bertula bidentata Wileman 1915
- Bertula peleusalis